# わぐばん!
『わぐばん！』（WUGBAN Wake Up, Girls TV!）は、テレビ東京（関東ローカル）と、AT-Xにて2015年7月から9月にかけて放送された声優バラエティ番組である。エイベックス・ピクチャーズの一社提供。
テレビアニメ『Wake Up, Girls!』から誕生した同名の声優ユニットの初の冠番組。彼女たちの素の姿や、番組でしか見ることの出来ない映像や企画にチャレンジする。また、ユニットの近況報告や、同年9月25日（前編）と12月11日（後編）に公開された劇場版第2弾の最新情報のほかに、ウェブアニメ『うぇいくあっぷがーるZOO!』も内包している。

## 出演者
- Wake Up, Girls!
  - 吉岡茉祐
  - 永野愛理
  - 田中美海
  - 青山吉能
  - 山下七海
  - 奥野香耶
  - 高木美佑

## 放送リスト
| 回 | サブタイトル                        | 放送日 (テレビ東京) | Wake Up, MUSIC                                           | 続・本当にショートでごめんね！                                      | WUG ZOO           |
| --- | ----------------------------------- | ------------------- | -------------------------------------------------------- | ------------------------------------------------------------------- | ----------------- |
| 1 | 声のお仕事、やらせてください！      | 7月15日             | リトル・チャレンジャー（I-1クラブ）                      | 伊達政宗騎馬像の馬（青山）                                          | 動物園でGO!       |
| - 楽天対日本ハム戦スタジアムMC - コミュニティFM『ラジオ3』・『マイタウンレディオ』出演（永野、高木、奥野） Wake Up, NEWS イービーンズ館内放送（永野、奥野） 劇場版第2弾 公開直前インタビュー（奥野）           |                                     |                     |                                                          |                                                                     |                   |
| 2 | 食レポ、やらせてください！          | 7月22日             | 極上スマイル（WUG!バージョン）                           | ブラックコーヒー（山下） 網の上で焼かれている牛タン（青山）         | 水族館でGO!       |
| - 仙台グルメの食レポ（永野、高木、奥野） Wake Up, NEWS WUG ZOO! Blu-ray発売告知のビラ配り（吉岡） 劇場版第2弾 公開直前インタビュー（田中）                                                                     |                                     |                     |                                                          |                                                                     |                   |
| 3 | 勝手に福岡を予習するばい            | 7月29日             | 少女交響曲（新曲・PV）                                   | 満車の看板（吉岡）                                                  | 怪談でGO!         |
| - 博多弁講座 - 箱の中身は何が入っとると？ （青山、永野、高木、奥野、山下） |                                     |                     |                                                          |                                                                     |                   |
| 4 | わぐばん！的体力測定スペシャル      | 8月5日              | 16歳のアガペー                                           | 満車の看板（奥野） パトライト（高木） パーキング看板（永野）        | ゲームでGO!       |
| 握力 上体反らし ハンドボール 投げ 肺活量 かわいい上体反らし 萌える 跳び箱 [ 注 9 ] |                                     |                     |                                                          |                                                                     |                   |
| 5 | Wake Up, Girls! 大運動会            | 8月12日             | 7 Girls War                                              | 点滅する信号機（山下） パンケーキの横にあるメープルシロップ（田中） | フィギュアでGO!   |
| チーム対抗 [ 注 10 ] 三人四脚 一言 マット [ 注 11 ] バドミントン クイズ チーム対抗リレー |                                     |                     |                                                          |                                                                     |                   |
| 6 | 夏を乗り切れ！健康になろう！        | 8月19日             | 素顔でKISS ME                                            | 百人一首の紫式部（田中） 馬（吉岡） 牝牛（山下）                    | チラシ配りでGO!   |
| （吉岡、永野、高木、奥野、青山） 美海と七海の部屋 小学校時代と高校時代の思い出 アニメと現実のハイパーリンクについて（その1）                                                                                   |                                     |                     |                                                          |                                                                     |                   |
| 7 | わぐばん！的納涼大会（前編）        | 8月26日             | オオカミとピアノ（山下七海）                             | サイリウム（永野）                                                  | 一点豪華主義でGO! |
| - 怪談話 - 特製お化け屋敷（前半戦） 美海と七海の部屋 初仕事 アニメと現実のハイパーリンクについて（その2） |                                     |                     |                                                          |                                                                     |                   |
| 8 | わぐばん！的納涼大会（後編）        | 9月2日              | 可笑しの国（永野愛理）                                   | バイオハザードのクリーチャー（高木、田中）                          | プロレスでGO!     |
| - 特製お化け屋敷（後半戦） - 「バイオハザード」実況プレイ 美海と七海の部屋 成長するWUG!メンバー |                                     |                     |                                                          |                                                                     |                   |
| 9 | わぐばん！センス向上委員会          | 9月9日              | ステラ・ドライブ（青山吉能）                             | 松島上空を飛んでいる海猫（田中）                                    | 戦隊ヒーローでGO! |
| （吉岡、永野、高木、奥野、山下） 美海と七海の部屋 家での自分は？ ハイパーリンク（ダンス編） |                                     |                     |                                                          |                                                                     |                   |
| 10 | 田中観光主催 小さい秋見つけたツアー | 9月16日             | スキ キライ ナイト（奥野香耶）                           | 牝牛（高木、永野） サイリウム（青山）                               | 最終回でGO!       |
| - 観光バスでバスツアー - キャンプ場でのバーベキュー - 寝起きドッキリ 美海と七海の部屋 恥ずかしかったこと |                                     |                     |                                                          |                                                                     |                   |
| 11 | WUG!の魅力、語らせてください！      | 9月23日             | 歌と魚とハダシとわたし（田中美海） WOO YEAH!（高木美佑） | ミキサーの指の動き（山下）                                          |                   |
| - アフレコでの苦労話 - Wake Up, Girls! ダイジェスト - オーディションの思い出（裏話） - 心に残るセリフ |                                     |                     |                                                          |                                                                     |                   |
| 12 | 公開直後の感想トーク                | 9月30日             | ハジマル（吉岡茉祐）                                     | 霧吹き（田中）                                                      |                   |
| - キャラクターになりきって宣伝 - 大坪由佳（岩崎志保役）によるWUG!との思い出 - 続・劇場版「青春の影」オープニング特別版 - 「わぐばん！」から続・劇場版へバトンタッチ Wake Up, NEWS Animelo Summer Live 2015出演 |                                     |                     |                                                          |                                                                     |                   |

## スタッフ
- ナレーター：小林竜之（第1回 - 第10回）、青山吉能（第11回・第12回）
- 技術協力：千代田ビデオ、宮城ビデオ
- 構成/ディレクター：伊藤公志
- 演出/プロデューサー：井出雄介
- チーフプロデューサー：田中宏幸
- プロデューサー：村上貴志、菅沢正浩、清水美佳
- 音楽協力：テレビ東京ミュージック
- 制作協力：Tsukuba Television
- 製作：(c)Green Leaves / わぐばん!製作委員会

## 放送局
| 放送地域   | 放送局      | 放送期間                       | 放送日時                     | 系列             | 備考             |
| ---------- | ----------- | ------------------------------ | ---------------------------- | ---------------- | ---------------- |
| 関東広域圏 | テレビ東京  | 2015年7月15日 - 9月30日        | 水曜 2:35 - 3:05（火曜深夜） | テレビ東京系列   |                  |
| 日本全域   | AT-X        | 2015年7月17日 - 10月2日        | 金曜 18:30 - 19:00           | アニメ専門CS放送 | リピート放送あり |
| 岩手県     | IBC岩手放送 | 2015年10月21日 - 2016年1月13日 | 水曜 24:56 - 25:26           | TBS系列          | 奥野の出身地     |

## 映像ソフト
2016年2月10日に未公開映像を加えた全12回分をBlu-ray（2枚組）で発売された。